# Sant Pere de Ribes
Sant Pere de Ribes település Spanyolországban, Barcelona tartományban. Lakosainak száma 32 121 fő (2024).

## Földrajza
Sant Pere de Ribes Olivella, Sitges, Vilanova i la Geltrú és Canyelles községekkel határos.

## A város híres szülöttei
- Aitana Bonmatí (1998–) spanyol női válogatott labdarúgó

## Testvértelepülések
- Puerto Cabezas

## Népesség
A település lakosságának változását az alábbi diagram mutatja:
| Lakosok száma | 907  | 2129 | 2071 | 2282 | 11 600 | 25 280 | 28 353 | 29 339 | 30 719 | 32 121 |
|               | 1717 | 1887 | 1936 | 1960 | 1986   | 2004   | 2009   | 2014   | 2019   | 2024   |